# Trichordestra liquida
Trichordestra liquida är en fjärilsart som beskrevs av Augustus Radcliffe Grote 1881. Trichordestra liquida ingår i släktet Trichordestra och familjen nattflyn. Inga underarter finns listade i Catalogue of Life.